# 籾山悠太
籾山 悠太（もみやま ゆうた）は、日本の漫画編集者。集英社の『少年ジャンプ+』の第3代目編集長 （デジタルサービス担当）。

## 経歴
2005年、集英社に入社。週刊少年ジャンプ編集部、デジタル事業部などを経て、2014年「少年ジャンプ＋」創刊に参画。2019年より同誌の副編集長を務める。他に電子書籍ストア「ジャンプBOOKストア！」、「週刊少年ジャンプ」電子版配信、マンガ投稿・公開サービス「ジャンプルーキー！」、マンガ執筆ツール「ジャンプPAINT」、マンガ創作講座『ジャンプの漫画学校』、全世界マンガ配信サービス「MANGA Plus by SHUEISHA」など、多数のデジタル事業立ち上げに携わる。「少年ジャンプアプリ開発コンテスト（現ジャンプ・デジタルラボ）」発起人でもある。

## 担当作品
- 『家庭教師ヒットマンREBORN!』- ?代目[4]
- 『カラダ探し』- 立ち上げ[5]
- 『花のち晴れ〜花男 Next Season〜』- 立ち上げ[5]
- 『鴨乃橋ロンの禁断推理』- 立ち上げ[4]